# ولیلا دل ریو کریون
ولیلا دل ریو کریون (به اسپانیایی: Velilla del Río Carrión) یک شهرستان در اسپانیا است که در استان پالنسیا واقع شده‌است.

## خصوصیات
ولیلا دل ریو کریون ۱۹۹ کیلومترمربع مساحت و ۱٬۶۳۲ نفر جمعیت دارد.